# لين كازانوفا
لين كازانوفا (بالإنجليزية: Len Casanova)‏ هو لاعب كرة قاعدة وضابط أمريكي، ولد في 12 يونيو 1905 في فيرندالي في الولايات المتحدة، وتوفي في 30 سبتمبر 2002 في يوجين في الولايات المتحدة.